# Castelsaraceno
Castelsaraceno é uma comuna italiana da região da Basilicata, província de Potenza, com cerca de 1.731 habitantes. Estende-se por uma área de 74 km², tendo uma densidade populacional de 23 hab/km². Faz fronteira com Carbone, Latronico, Lauria, Moliterno, San Chirico Raparo, Sarconi, Spinoso.

## Demografia
| Variação demográfica do município entre 1861 e 2011                               |
|                                                                                   |
| Fonte: Istituto Nazionale di Statistica (ISTAT) - Elaboração gráfica da Wikipedia |